# Rajko Nahtigal
Rajko Nahtigal [rájko náhtigal], slovenski slavist, filolog, jezikoslovec in akademik, * 14. april 1877, Novo mesto, † 29. marec 1958, Ljubljana. 
Nahtigal je bil prvi dekan Filozofske fakultete v Ljubljani, prvi predsednik Akademije znanosti in umetnosti v Ljubljani ter eno leto rektor Univerze v Ljubljani. Raziskovalec staroslovanskega jezika in pismenosti, zgodovine slovanskih jezikov, staroruske literature in ruskega jezika. Bil je znan raziskovalec starocerkvenoslovanskega glagolskega sinajskega molitvenika (1941/42) in staroruskega epa Pesem o Igorjevem pohodu (1954). Njegova knjiga Slovanski jeziki je še vedno eden izmed verodostojnih virov za slovansko filologijo.

## Življenje in delo
Njegov oče Rajmund Nachtigall je bil gimnazijski profesor in filolog. Njegova mati je bila Viktorija Paulin. Rajko je od leta 1895 študiral slovansko in klasično filologijo ter indoevropeistiko na Filozofski fakulteti Univerze na Dunaju pri Vatroslavu Jagiću, kjer je leta 1901 doktoriral. Poslušal je predavanja slavistov Jagića, Václava Vondráka in drugih. Dve leti se je na Jagićevo prošnjo študijsko izpopolnjeval v Rusiji (Moskva in Sankt Peterburg) pri znamenitih ruskih jezikoslovcih in slavistih Alekseju Šahmatovu, Filipu Fortunatovu, Jevgeniju Koršu, Romanu Brandtu in drugih. Tam je sodeloval v delovanju Slovanske komisije Imperialnega Moskovskega arheološkega društva in pri ustanovitvi Moskovske dialektološke komisije.
Jeseni 1902 se je vrnil na Dunaj, kjer je začel predavati ruski jezik na Inštitutu vzhodnih jezikov. Predaval je tudi na tedanji dunajski Eksportni akademiji. Leta 1913 je bil za Karlom Štrekljem izbran za ekstraordinarija (izrednega profesorja) slovanske filologije s posebnim ozirom na slovenščino v Gradcu. Tu je dejavno raziskoval tudi zgodovino slovenskega jezika in izdal delo o Brižinskih spomenikih.
Pomladi 1917 je na prošnjo skupine albanskih literatov odšel v Skadar in Elbasan, kjer je pomagal pri formiranju knjižnega albanskega jezika. Istega leta je bil izvoljen za rednega profesorja na graški univerzi. Leta 1918 je skupaj s Franom Ramovšem, sekretarjem Komisije za ustanovitev slovenske univerze, sodeloval v pripravah na njeno organizacijo. Tega leta je bil izbran za rednega profesorja slovanske filologije na Univerzi v Ljubljani. Bil je tudi prvi dekan Filozofske fakultete (1919–20), predstojnik seminarja za slovansko filologijo (od 1919 do upokojitve 1953, ko je postal častni predstojnik) in 1927/28 rektor ljubljanske univerze. Bil je (edini) predsednik Znanstvenega društva za humanistične vede v Ljubljani (1921–39), ob ustanovitvi SAZU (takrat AZU v Ljubljani 1938) je postal njen redni član in bil imenovan za prvega predsednika (1939–42), kasneje je opravljal še dolžnost načelnika razreda za zgodovinske in zemljepisne vede, filozofijo in filologijo (1945–49). Zaslužen je tudi za ustanovitev znanstvenih publikacij Časopis za slovenski jezik, književnost in zgodovino, Slavistična revija, Južnoslovenski filolog, Razprave Znanstvenega društva za humanistične vede.
Nahtigal se je ukvarjal predvsem z vprašanji stare cerkvene slovanščine, stare in moderne ruščine, primerjalnega slovanskega jezikoslovja in zgodovine slovanske filologije. Na področju stare cerkvene slovanščine so pomembne njegove razprave o nastanku glagolice, o posameznih nerešenih glasoslovnih, oblikoslovnih, leksikalnih in tekstoloških vprašanjih. Največ znanstvenih zaslug si je pridobil s kritično izdajo glagolskega Sinajskega evhologija, v katerem je v obširnem filološkem komentarju s številnimi primerjavami na novo osvetlil marsikatero nejasno mesto v besedilu. V graškem obdobju in v Ljubljani (1915–24) je obravnaval Brižinske spomenike, ki segajo v stoletja stare cerkvene slovanščine, in s tem spodbudil ponovno zanimanje zanje. V primerjavi s predhodnimi glasoslovnimi in oblikoslovnimi obdelavami slovanskih jezikov je pojave tesneje povezal med seboj in ob podpori stare cerkvene slovanščine spremljal njihov razvoj v posameznih slovanskih jezikih. 1946 je objavil poljudnoznanstveno napisano knjigo o ruskem jeziku, namenjeno predvsem študentom. Mednarodni odmev je imela izdaja staroruskega epa Slovo o polku Igoŕevě (1954), v kateri je rekonstruiral besedilo v idealni staroruski jezik 12. stoletja in predlagal novo razumevanje nekaterih nejasnih delov besedila. Pomembni so njegovi raziskovalni dosežki v zgodovini slovanske filologije; predstavil je nekaj osrednjih osebnosti (Jernej Kopitar, Fran Miklošič, Vatroslav Jagić, Matija Murko), izdal je 2 knjigi Kopitarjevih spisov, svoje poglede na slovansko filologijo pa je razložil v Uvodu v slovansko filologijo (1949). Osrednje Nahtigalovo delo iz primerjalnega slovanskega jezikoslovja so Slovanski jeziki (1938, 19522), ki so bili prevedeni v nemški (1961) in ruski jezik (1963). V zadnjih letih svojega življenja se je polemično odzval na razmere v ruskem jezikoslovju (marrizem).
Nahtigal je bil član Srbske kraljeve akademije v Beogradu, Jugoslovanske akademije znanosti in umetnosti v Zagrebu in Slovanskega inštituta (Slovanský ústav), ustanovljenega leta 1922 v Pragi ter bil 1935–37 prvi in od leta 1937 častni predsednik Slovenskega slavističnega društva.
Leta 1953 je za svoje dotedanje znanstveno delo na področju jezikoslovja prejel Prešernovo nagrado. Leta 1977 je bila v Ljubljani mednarodna konferenca posvečena stoletnemu jubileju Rajka Nahtigala, po kateri je izšel tudi zbornik znanstvenih člankov Slovansko jezikoslovje: Nahtigalov zbornik (uredil Franc Jakopin). Pred NUK-om (kjer je bila včasih tudi FF) so mu postavili spomenik, po njem so imenovali tudi ulico v Ljubljani. 
Leta 2011 je Univerzitetno in raziskovalno središče Novo mesto vzpostavilo podeljujevanje Nahtigalovih priznanj (do 2015;  2018 je njihovo podeljevanje prevzelo Društvo Dolenjska akademska pobuda v dogovoru z Mestno občino Novo mesto). Namen Nahtigalovih priznanj v različnih kategorijah je spodbujanje dijakov in študentov za raziskovalno delo in nasploh dvig raziskovalne kulture na področju Dolenjske, Posavja in Bele krajine ter Kočevsko-Ribniškega območja.

## Dela
- ——— (1915), »Freisingensia I—IV«, ČZN, 12: 1–12 sl
- ——— (1917), Die Frage einer einheitlichen albanischen Schriftsprache, Gradec
- ——— (1922), Akzentbewegung in der russischen Formen- und Wortbildung I. Substantiva auf Konsonanten, Heidelberg
- ——— (1923), »Doneski k vprašanju o postanku glagolice«, Razprave Znanstvenega društva za humanistične vede, 1: 135–178
- ——— (1936), Starocerkvenoslovanske študije, Ljubljana
- ——— (1938), Slovanski jeziki, Ljubljana, 19522
- ——— (1941), Euchologium sinaiticum I, Ljubljana
- ——— (1942), Euchologium sinaiticum II, Ljubljana
- ——— (1943), »Rekonstrukcija treh starocerkvenoslovanskih izvirnih pesnitev«, Razprave SAZU, filozofsko-filološko-historični razred 1: 41–156
- ——— (1944), Jerneja Kopitarja spisov II. del, I, Ljubljana
- ——— (1945), Jerneja Kopitarja spisov II. del, II, Ljubljana
- ——— (1946), Ruski jezik v poljudnoznanstveni luči, Ljubljana
- ——— (1949), Uvod v slovansko filologijo, Ljubljana
- ——— (15. marec 1951), »Trenja v ruski lingvistiki«, Slavistična revija, IV (3–4): 254–261, COBISS 66599266, ISSN 0350-6894
- ——— (15. januar 1954), »Blodnje o staroruskem pismenstvu«, Slavistična revija, V–VII (1): 86–98, COBISS 66613602, ISSN 0350-6894
- ——— (1961), Die slavischen Sprachen, Wiesbaden
- ——— (1963), Славянские языки, Moskva: Izdateljstvo Inostrannaja literatura